# Phumosia dioclea
Phumosia dioclea este o specie de muște din genul Phumosia, familia Calliphoridae. A fost descrisă pentru prima dată de Walker în anul 1849. Conform Catalogue of Life specia Phumosia dioclea nu are subspecii cunoscute.